# Olympische Jugend-Sommerspiele 2010/Teilnehmer (Ruanda)
| Gelbes Symbol für Goldmedaillen mit stilisierten Olympischen Ringen | Graues Symbol für Silbermedaillen mit stilisierten Olympischen Ringen | Braundes Symbol für Bronzemedaillen mit stilisierten Olympischen Ringen |
| ------------------------------------------------------------------- | --------------------------------------------------------------------- | ----------------------------------------------------------------------- |
| —                                                                   | —                                                                     | —                                                                       |

Die Jugend-Olympiamannschaft aus Ruanda für die I. Olympischen Jugend-Sommerspiele vom 14. bis 26. August 2010 in Singapur bestand aus vier Athleten. Sie konnten keine Medaille gewinnen.

## Athleten nach Sportarten

### Boxen
Jungen
- Haziza Matusi
Halbfliegengewicht: 6. Platz

### Leichtathletik
| Mädchen - Jacqueline Murekatete 3000 m: 11. Platz | Jungen - Potien Ntawuyirushintege 3000 m: 8. Platz |

### Schwimmen
- Marie Claudine Iradukunda
50 m Freistil: 60. Platz (Vorrunde)